# Neotheronia longinoi
Neotheronia longinoi là một loài tò vò trong họ Ichneumonidae.